# Румунський антикомуністичний рух опору

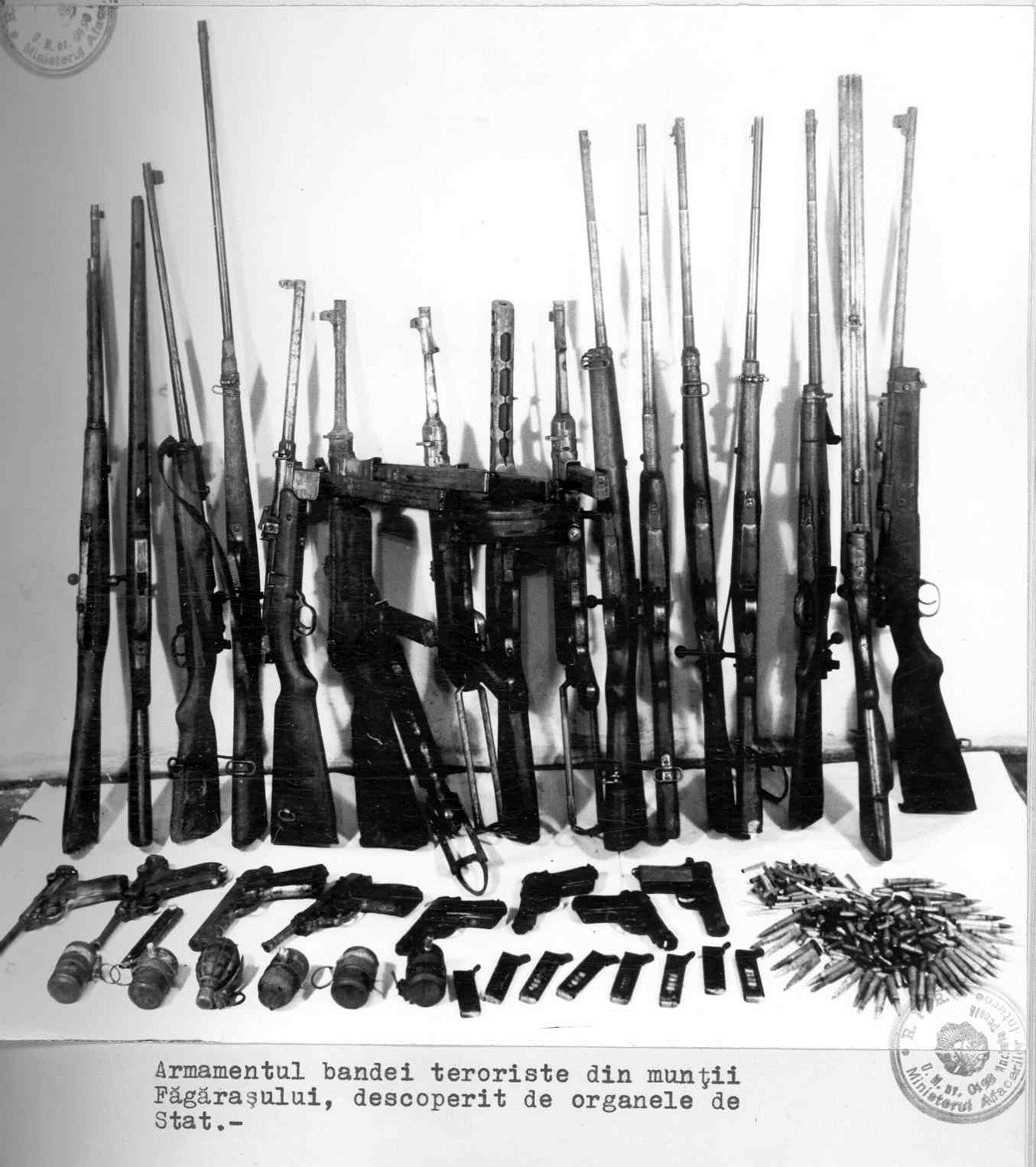
Зброя учасників антикомуністичних груп опору

Румунський антикомуністичний рух опору — партизанські загони, що діяли в Румунії із кінця 1940-х до середини 1950-х років, з поодинокими одноосібними вогнищами спротиву до початку 1960-х років. Такий збройний опір був першою і найбільш структурованою формою опору комуністичному режиму, який, у свою чергу, називав його учасників «бандитами». 
Кілька невеликих збройних формувань, які іноді називали себе «гайдуками», переховувались від влади у Карпатах десятками років. Останній боєць опору був ліквідований у горах Банату 1962 року.
Ступінь і вплив руху в посткомуністичних румунських ЗМІ, спогадах уцілілих очевидців і навіть в історіографії часто перебільшуються, а авторитарна, антисемітська і/або ксенофобська ідеологія частини груп загалом проходить повз увагу або мінімізується. Румунський опір іноді вважається одним із найтриваліших збройних рухів у колишньому радянському блоці.

## Історія
Після вступу радянських військ на територію Румунії 1944 року в цій країні створилися перші антикомуністичні збройні загони. Вони переважно складалися з румунських військовослужбовців та боролися проти Червоної армії партизанськими методами. Проте ці загони були дуже швидко розгромлені радянськими військами. 
Вже після Другої світової війни в Румунії виник набагато масовіший та активніший антикомуністичний рух. Румунський уряд і компартія утвердили в державі однопартійну диктатуру, примусили короля Міхая І зректися престолу, розпочали репресії проти Церкви й опозиції, розгорнули насильницьку колективізацію та націоналізацію. Ця політика зумовила невдоволення у суспільстві. У 1947—1948 рр. починають стихійно зароджуватися антикомуністичні збройні загони.
У 1948—1960 рр. у Румунії діяло майже 1200 збройних груп опору чисельністю від 10 до 100 осіб кожна. Загальна кількість повстанців сягала 40–50 тис. Їхні загони базувалися у важкодоступних гірських місцевостях. Вони діяли автономно один від одного, не маючи єдиного центру або регулярних контактів між собою. Більшість повстанських акцій спрямовувалися проти партійних діячів, співробітників і агентів комуністичної служби безпеки «Секурітате», державних посадовців.
Діяльна боротьба комуністичного режиму з повстанцями тривала до початку 1950 років, коли більшість збройних загонів було розбито, попри те, що окремі повстанці продовжували боротьбу до середини 1970-х років.
Поряд із організованим партизанським рухом, спротив комуністичному режимові чинили також румунські селяни. Наймасштабніші виступи відбулися в 1949—1950 рр. у повітах Арад і Ботошані на північному сході та заході Румунії. Для їх придушення владі довелося залучати не тільки сили держбезпеки та міліції, а й армійські підрозділи. Близько 80 тис. учасників протестів були заарештовані, до 30 тис. — засуджені.